# بيب فيليب أماجو
بيب فيليب أماجو (بالفرنسية: Pape-Philippe Amagou)‏ مواليد 27 فبراير 1985 في الإيفلين، هو لاعب كرة سلة فرنسي بدأ مسيرته الاحترافية في سنة 2002 ويحمل الرقم 17. يبلغ طوله 6 قدم 1 بوصة (1.9 م).

## فرق لعب لها
- لو مان سارت باسكت
- نانسي باسكت
- ليموج سي إس بي

## روابط خارجية
- بيب فيليب أماجو على موقع الاتحاد الدولي لكرة السلة (الإنجليزية)
- بيب فيليب أماجو على موقع كرة السلة الأوروبية.كوم (الإنجليزية)
- بيب فيليب أماجو على موقع DraftExpress.com (الإنجليزية)
- بيب فيليب أماجو على موقع ريلجم (الإنجليزية)
- بيب فيليب أماجو على موقع بروبوليرز (الإنجليزية)
- بيب فيليب أماجو على موقع سبورتس رفرنس (الإنجليزية)